# Landwirte-Partei
Die Landwirte-Partei (auch LP, LwP, LandwP, LdwP) war eine deutsche Partei in Niedersachsen. 

## Geschichte
Die am 1. September 1954 konstituierte Splitterpartei richtete sich als Interessenspartei an die Bevölkerungsgruppe der Landwirte. Zu den Gründern zählte der niedersächsische Landtagsabgeordnete Horst Büchler, Vorsitzender war Heinrich Stulle (zuvor Deutsche Partei). Die Kleinpartei wurde zur Wahl des 3. Niedersächsischen Landtages 1955 in 33 von 66 Kreisen zugelassen, konnte aber keine Sitze erringen. Sie schloss sich am 15. Februar 1956 der Deutschen Reichspartei an, die dafür auf allen Parteiebenen Agrarausschüsse einrichtete.

## Abgeordnete im Landtag
Durch Übertritt war die Partei kurz vor der Landtagswahl 1955 mit vier Abgeordneten im niedersächsischen Landtag vertreten:
- Horst Büchler (ab 1. September 1954, vorher BHE)
- Ernst Bettermann (ab 7. Februar 1955, vorher SPD)
- Georg Groot (ab 8. Februar 1955, vorher SPD/GVP/BdD)
- Richard Rockrohr (ab 26. Februar 1955, vorher BHE)